# Jaroslav Hladík (politik)
Jaroslav Hladík (* 19. listopadu 1959) byl český a československý politik, poslanec Sněmovny národů Federálního shromáždění za Občanské fórum po sametové revoluci.

## Biografie
Profesně je k roku 1990 uváděn jako učitel na Střední zemědělské škole ve Valticích, bytem Břeclav.
V lednu 1990 zasedl v rámci procesu kooptací do Federálního shromáždění po sametové revoluci do české části Sněmovny národů (volební obvod č. 51 – Břeclav, Jihomoravský kraj) jako bezpartijní poslanec, respektive poslanec za Občanské fórum. Mandát obhájil ve volbách roku 1990. Byl poslancem za OF, později za klub NOF. Ve Federálním shromáždění setrval do voleb roku 1992.